# Gardner (talukdar)
Gardner fou una nissaga talukdar d'Oudh a l'Índia. Els talukdars Gardner, d'origen britànic, van rebre el govern d'una taluka a la regió d'Oudh.

## Llista de talukdars
- Tinent coronel William Gardner, + 14 d'agost de 1762
- Alan Gardner, primer baró Gardner d'Uttoxeter, + 1 de gener de 1809
- Alan Hyde Gardner, segon baró Gardner d'Uttoxeter, + 1812.
- Alan Legge Gardner, tercer baró Gardner d'Uttoxeter, + 2 de novembre de 1883
- Alan Hyde Gardner, quart baró Gardner + 9 de juliol de 1899
- Alan Legge Gardner, cinquè baró Gardner
- Alan William Gardner, sisè baró Gardner
- Julian James Gardner, setè baró Gardner